# Хлопчик у темряві
«Хлопчик у темряві» (англ. Boy in Darkness) — повість англійського письменника Мервіна Піка. Була вперше опублікована в збірнику «Коли-небудь, ніколи» (видавництво Eyre and Spottiswoode) разом з оповіданнями Вільяма Голдінга й Джона Віндема. Робота Піка мала підзаголовок «Мрія».
За словами дружини Мервіна Піка, Мев Гілмор, він хотів писати розповіді про окремі події з життя Тітуса, головного героя трилогії «Горменгаст», оскільки навіть в найдовшій книзі неможливо відобразити всі події, які відбулися в житті персонажа.
У подяках син, Себастьян Пік, пише:
|  | Послухавши поради заново видати розповіді мого покійного батька збіркою, я звернувся за допомогою до різних друзям, родичам і збирачам його робіт. Пітер Віннінгтон — éminence grise у всьому, що стосується Мервіна Піка, — зазначив, що в тексті першого видання повісті «Хлопчик в імлі», опублікованого в 1956 році, найменше помилок, які є в наступних виданнях, — без Пітера цей факт легко було б і не помітити. |

## Сюжет
«Хлопчик у темряві» — це коротка повість, яка примикає до основної трилогії Мервіна Піка «Горменгаст». Горменгаст — це похмурий замок, який виступає в якості декорацій для передачі тисячолітньої історії роду Гроанов. Головний герой, Тітус Гроан, сімдесят сьомий граф горменгастський — спадкоємець престолу, уособлення влади, замкнутий в нескінченному і безглуздому вирі правил та традицій. Збудив від сну старовинний замок, Тітус поодинці бореться з рутиною життя, намагаючись знайти довгоочікувану свободу. Оповідання відкривається чотирнадцятим днем народження хлопчика, чиє справжнє ім'я в повісті вказується всього один раз. Юного героя оточують ненависні церемонії і ритуали, яка проводяться в лабіринтах темного будинку. Він жадає знайти свободу хоча б на один день, чому втікає з замку в потойбічний світ, де зустрічає схвильованого Козла й огидну Гієну. Напівлюди-напівтварини стали результатом перетворення їх жорстокого повелителя Агнця. Після смерті творця антропоморфні істоти повертаються в первинну форму. Протягом усього оповідання перед читачем ставляться питання: «Чи це сон? Чи провда все це? Що це означає?".

## Персонажі
- Хлопчик — головний герой повісті, справжнє ім'я якого Тітус Гроан.
- Агнець — антогоніст повісті, повелитель потойбічного царства, населене його людиноподібними істотами.

|  | «Білий. Білий, як піна, коли повний місяць сяє над морем; білий, як білки дитячих очей; білий, мов саван примари. О, білий, наче шерсть. Світлосяюча шерсть ... біла шерсть ... свита в півмільйона кілець ... серафічна в її чистоті та м'якості ... одягання Агнця » |

- Козел і Гієна — єдині прислужники Агнця, які вижили. Всі найпрекрасніші творіння Агнця загинули, проте Козел і Гієна залишилися в живих, «цих, схоже, вбити не можна було нічим».

## Відгуки
На офіційному сайті видавництва Livebook була опублікована рецензія під назвою «Ось Агнець». Журнал Darker про збірку «Хлопчик в темряві».
|  | «Хлопчик в темряві й інші оповідання» — дивний збірник, по якомусь загадковому принципу об'єднує в собі абсолютно несхожі твори. Хоч якесь пояснення цього вибору намагається дати в своїй передмові Себястьян Пік, який згадує, як батько вечорами розповідав дітям загадкові та страхітливі історії. Але нам, читачам, гріх скаржитися. У супроводі прекрасних атмосферних замальовок Піка в невеликому томику надруковані й менш відомі твори, три з яких переводяться на російську вперше. Всупереч, а скоріше навіть завдяки еклектичній добірці книгу можна рекомендувати й шанувальникам письменника у всіх його іпостасях, і тим, хто знає тільки про Горменгаст та бажає розширити кругозір, і навіть для першого знайомства з творчістю Мервіна Піка. |

## Видання
Англійською мовою:
- Sometime, Never: Three Tales of Imagination, London: Eyre & Spottiswoode, 1956 р.
- Peake’s Progress, New York: Overlook Press, 1978 р. (грудень)
- Boy in Darkness and Other Stories, London: Peter Owen, 2007 р. (грудень)